# Lemonade Mouth (novela)
Lemonade Mouth es una novela juvenil estadounidense publicada en 2007 por Mark Peter Hughes. Cuenta la historia de cinco adolescentes de secundaria que se conocen en la sala de castigo y forman una banda musical para defender sus creencias y ganar sus luchas individuales y colectivas, formando vínculos profundos entre sí. La novela tuvo una adaptación en una película original de Disney Channel en 2011. La película tuvo buenas audiencias y buenas críticas.

## Historia
Cinco adolescentes se reúnen después de todo terminando en detención por diferentes razones. Mientras están detenidos, todos juegan y cantan junto con un tintineo en la radio. Deciden formar una banda después de discutirlo. Al principio, tienen problemas para ponerse de acuerdo en la música, pero pronto aprenden a trabajar juntos y llevarse bien.
El grupo decide jugar en el Halloween Bash, pero muchos estudiantes que son fanes de Mudslide Crush, otra banda en la escuela, no quieren que el grupo haga el Bash. Ray, un miembro de Mudslide Crush y el matón de la escuela, acosa a Olivia debido a su banda. Mo, Charlie y Stella se involucran para defender a Olivia y Stella escupe un bocado de limonada en la cara de Ray. Ray llama Stella "boca limonada" y por lo tanto, el grupo toma "Lemonade Mouth" como su nombre de banda. Antes del Bash, la máquina de limonada que inspiró a la banda es retirada como parte de un acuerdo con una compañía de bebidas deportivas que está patrocinando el nuevo gimnasio de la escuela. Esto enfurece a la banda, y deciden luchar contra la decisión.
En el Bash, muchos de los estudiantes se sorprenden de la música de Lemonade Mouth cuando toman el escenario porque la banda utiliza instrumentos como trompetas y ukuleles . Los compañeros de banda desarrollan amistades y vínculos entre sí cuando llegan a la casa de Olivia para consolarla después de que su gato muera. Stella piensa que es estúpida y tiene problemas con sus padres, el padre de Wen se casará con su novia mucho más joven, Mo, una inmigrante de la India , siente que ella no pertenece, y Charlie Hermano gemelo murió al nacer. Olivia revela que su madre y su padre tuvieron relaciones sexuales cuando estaban en la escuela secundaria, y la madre de Olivia, que nunca la amó o quería, dejó al padre de Olivia, Ted, para criar a su hija hasta que fue condenado por robo a mano armada y homicidio . Mientras tanto, Charlie se enamora de Mo.
Con una nueva confianza y amistad, la banda se convierte en exitosa, consiguiendo en la radio y actuando en un restaurante. Sin embargo, las cosas van cuesta abajo cuando el ukelele de Stella se rompe, Wen se lastima en los labios, Charlie se quema la mano, Olivia pierde la voz y Mo se enferma. Todo esto sucede justo antes de una batalla anual en vivo de las bandas . Aunque la banda no lo hace bien en la competencia debido a sus problemas recientes, sus fanes los apoyan, sin embargo, cantando a lo largo de sus canciones para levantar el ánimo.

## Personajes
Miembros de la banda / Personajes principales
Olivia Whitehead
Olivia es la vocalista de la banda. También toca el acordeón y escribe canciones para la banda. Es un ratón de biblioteca y a menudo se pone nerviosa antes de las actuaciones de la banda. Aunque considerada tímida, es simpática, considerada y cuidada. Obtiene su amor por los libros de su padre, Ted. Siempre le leía y la nombraba después de un personaje de la Noche de Reyes de Shakespeare .
Wendel "Wen" Gifford
Wen toca la trompeta para la banda. Lucha con el hecho de que su padre va a casarse con una mujer mucho más joven. Él siente que quiere tomar el papel de su madre, y está en lujuria con ella. Más tarde se vuelve atraído por Olivia. Wen parece ser el único en la banda que puede calmar a Olivia. Normalmente es el bromista del grupo y trata de reírse cuando la banda se mete en situaciones difíciles.
Stella Penn
Stella nació en Arizona y no le gusta el hecho de que tuvo que mudarse a una pequeña ciudad a mitad del país a causa del nuevo trabajo de su madre. Ella es vegetariana y tiene mucha confianza en sí misma. Ella es obstinada y lidera la banda cuando los otros miembros son inciertos. Aunque rebelde, Stella es un trabajador duro, y cuidando a sus amigos. Ella es generalmente el miembro más duro de la banda.
Mohini "Mo" Banerjee
Mo es una chica gentil e inteligente que interpreta el bajo de pie para la banda. Se encuentra socialmente inepta y bajo el pulgar de su estricto padre. Ella es de Calcuta , y es la única muchacha india en su escuela. Mo finalmente tiene sentimientos románticos por el baterista de la banda, Charlie. Ella toma lecciones sólo para hacer felices a sus padres, y asiste en un hospital local. Ella habla su mente y expresa sus opiniones. Cuando Mo finalmente se pone de pie con sus padres, la aceptan.
Charlie Hirsh
Charlie, que tiene una naturaleza dulce y tímida, toca la batería, congas , bongos y timbales para la banda. Charlie lucha con el hecho de que está vivo en lugar de su hermano gemelo Aaron . Él está más que dispuesto a seguir para sí mismo y sus amigos. Charlie es incomprendido por sus compañeros y está enamorado de Mo. Al igual que Wen con Olivia, Charlie es capaz de tranquilizar a Mo cuando ella está preocupada. Al final del libro, comienza a salir con Mo y finalmente deja ir a Aaron.
Antagonistas
Ray Beech - Ray es un matón que odia a Lemonade Mouth. Él es parte de la popular banda de rock local, Mudslide Crush. Se burla de Stella, abusa de Charlie y de los matones de Olivia.
Patty Norris - Una trituradora de Mudslide snob, Patty es la novia de Ray y está involucrada con la intimidación de Olivia. Ella es superficial y vana.
Patty Keane - Otra trituradora escarnecina, Patty Keane es como Patty Norris.
Scott Pickett - El baterista de Mudslide Crush, Scott solía salir con Mo, pero terminaron la relación porque Mo lo sorprendió besando a su exnovia.
Sr. Brenigan - Un director adjunto estricto que cree que su escuela secundaria debe ser todo acerca de los deportes. Mueve todas las actividades extracurriculares al sótano de la escuela secundaria. Incluso elimina la máquina expendedora de Mel's Organic Frozen Lemonade, parte de la inspiración para el nombre de la banda, de la escuela.

## Temas principales
Los principales temas de la historia incluyen la intimidación, defender las creencias y la honestidad. Empoderamiento, la superación de la adversidad y la autoexpresión son todos los puntos de trama en la historia, sacada a relucir en los personajes. El libro pone énfasis en la importancia de las artes y de la amistad y la familia.
Recepción
El libro recibió una revisión positiva de Publishers Weekly , que la calificó de "un club de rock-n-roll The Breakfast Club para el conjunto literario", y "una jugada agradable que toca temas de gran alcance". [5] El sitio web "Bookyurt" clasificó el libro con un "A-", declarando, "Hughes nos da la escuela secundaria en toda su torpe gloria, y hace que para una lectura muy entretenida". [6] El número de marzo de 2007 de Kirkus Reviews publicó una revisión positiva de la novela, elogiando a Peter Hughes por escribir con "soul" y "charm". [7]
Adaptación cinematográfica
Artículo principal : Boca de limonada (película)

## Adaptación cinematográfica
En 2011, el libro fue adaptado en una Película Original de Disney Channel , protagonizada por Bridgit Mendler como Olivia, Naomi Scott como Mo, Blake Michael como Charlie, Adam Hicks como Wen y Hayley Kiyoko como Stella. Chris Brochu retrató al tirano sádico Ray.
Hubo diferencias considerables entre la novela y la película; En la película, Mo y Charlie no salen, en vez de quedar buenos amigos como Mo patches con su novio, Scott, y el peso no es un problema para Olivia. Muchos de los apellidos de los personajes principales se cambian en la película para ir con los actores que los tocan. La banda no utiliza instrumentos como trompetas o ukuleles en la película; Son una banda pop y utilizan instrumentos contemporáneos como la guitarra eléctrica y el teclado.
Una secuela de la película fue planeada después del éxito de Lemonade Mouth, pero Disney Channel más tarde lo canceló después de ser incapaz de llegar a una nueva trama, sintiendo que la primera película ya había completado su historia. 
- Datos: Q13581152